# Prix Mike-Richter
Le Prix Mike-Ritcher (Mike Ritcher Award) est remis au meilleur gardien ayant démontré d'excellentes qualités de hockey sur glace dans la Division I de la National Collegiate Athletic Association (NCAA).
Ce trophée est en l'honneur de Mike Richter, ancien gardien de but des Badgers du Wisconsin. Le premier gagnant du prix fut nommé lors du Frozen Four 2014, tenu à Philadelphie du 10 avril au 12 avril 2014.

## Gagnants du prix Mike-Richter
Liste des récipiendaires:
- 2014 - Connor Hellebuyck, River Hawks de l'UMass-Lowell
- 2015 - Zane McIntyre (en), Fighting Hawks du Dakota du Nord
- 2016 - Thatcher Demko, Eagles de Boston College
- 2017 - Tanner Jaillet, Pioneers de Denver
- 2018 - Cale Morris (en), Fighting Irish de Notre Dame
- 2019 - Cayden Primeau, Huskies de Northeastern
- 2020 - Jeremy Swayman, Black Bears du Maine
- 2021 - Jack LaFontaine (en), Golden Gophers du Minnesota
- 2022 - Devon Levi, Huskies de Northeastern